# Granada en los Juegos Olímpicos de Londres 2012
Granada estuvo representada en los Juegos Olímpicos de Londres 2012 por ocho deportistas, cinco hombres y tres mujeres, que compitieron en tres deportes.
El portador de la bandera en la ceremonia de apertura fue el atleta Kirani James.

## Medallistas
El equipo olímpico granadino obtuvo las siguientes medallas:
| Atleta       | Deporte   | Competición |
| ------------ | --------- | ----------- |
| Oro          |           |             |
| Kirani James | Atletismo | 400 m M     |
| Plata        |           |             |
| —            |           |             |
| Bronce       |           |             |
| —            |           |             |